# The Buddha of Suburbia
The Buddha of Suburbia — девятнадцатый студийный альбом Дэвида Боуи, изданный в 1993 году. Первоначально написанный в качестве саундтрека для четырёхсерийного сериала «The Buddha of Suburbia» транслируемого на телеканале BBC2 (сюжет сериала был адаптирован по одноимённой книге Ханифа Курейши).
Альбом является девятнадцатой студийной записью Дэвида Боуи, в хронологии идёт между альбомами Black Tie White Noise (также выпущенным в 1993 году) и Outside (1995). «The Buddha of Suburbia» был записан и смикширован в Mountain Studios (Монтрё) в Швейцарии, и согласно Боуи, ему потребовалось всего шесть дней, чтобы написать и записать альбом, и в итоге пятнадцать дней, чтобы смикшировать его, из-за некоторых «технических ошибок».
Альбом был классифицирован как саундтрек, хотя заглавный трек был единственной композицией, которая использовалась в сериале.
Две композиции были записаны в стиле инструментальный эмбиент, они очень похожи на работу Боуи с Брайаном Ино в период «берлинской трилогии». В остальных композициях альбома использовались саксофон, клавишные и фортепиано.

## Саундтрек
Хотя, на обложке альбома, он классифицируется в качестве саундтрека, этот альбом не является саундтреком написанным для экранизации одноимённой книги Ханифа Курейши (которая по-прежнему не издана). Напротив, после написания этого материала, Боуи решил продолжить работу над теми же мотивами, создавая радикально непохожие кусочки, которые демонстрируются в альбоме. Из оригинального саундтрека только заглавная композиция осталась неизменной.

## Удалённый альбом
Несмотря на то, что Боуи однажды назвал его своим любимым альбомом, американские и европейские релизы были удалены из официальных каталогов лейблов, на протяжении многих лет. По словам Боуи: «Сам альбом получил только одну рецензию, хорошую, как полагается, и является практически несуществующим, только в моём каталоге [каталог альбомов] — он был назначен звуковой дорожкой и провалился, в коммерческом плане. Настоящий позор» (англ. The album itself only got one review, a good one as it happens, and is virtually non-existent as far as my catalogue goes - it was designated a soundtrack and got zilch in the way of marketing money. A real shame).
Чтобы запутать дело ещё больше, сингл «Buddha of Suburbia» был выпущен в различных форматах, в том числе на компакт-диске с голографической печатью. Следовательно сам альбом иногда игнорируется, несмотря на тот факт, что это — полноформатная студийная запись содержащая 10 композиций, которые ранее не выпускались.
Альбом был переиздан 17 сентября 2007 года в Великобритании и 2 октября 2007 года,, в США. Официальный пресс-релиз показал, что обложка альбома будет похожа на американскую обложку 1995 года, но в цвете, и Боуи находится в несколько иной позе, однако фактически обложка просто раскрашенная версия оригинальной американской версии. Переиздание также содержит прежнюю надпись на обложке диска, из оригинального британского издания и внутреннее художественное оформление оригинального американского издания.

## Вдохновение
На обложке европейской версии альбома присутствуют комментарии Боуи, о темах и участниках записи, также демонстрируя список „наследие из 1970-х“ (англ. residue from the 1970s), содержащий тех, кто его вдохновил при написании этих песен. Список включает в себя следующие ссылки:
Свободная лирика ассоциаций (англ. free association lyrics), Pink Floyd, Harry Partch, Одежда, Блюз Клубы, Унтер-ден-Линден, Die Brücke, Pet Sounds, Друзья Крэйсов, Roxy Music, T-Rex, The Casserole, Neu!, Kraftwerk, Бромли, Croydon, Ино, Проститутки и Сохо, Ronnie Scott's Club, Путешествия по России, Одиночество, O'Jays, Филип Гласс в нью-йоркских клубах, Die Mauer, Наркотики.

## Разное
Боуи переделал композицию «Strangers When We Meet», для его альбома «1.Outside» и выпустили её как сингл в 1995 году.
Альбом был сначала выпущен в Великобритании и включал обширное послание на обложке, сделанное самим Боуи, которое не было включено в американское издание, вышедшее позже.
В США, альбом был упакован в альтернативную обложку и не выпускался до 1995 года (возможно, из-за разногласий между Боуи и лейблом).
Композиция «Ian Fish, U.K. Heir» является анаграммой на Ханиф Курейши (англ. Hanif Kureish).
Лейбл Arista/BMG выпустил специальное издание саундтрека в полупрозрачной пластиковой коробке, в комплекте с книгой Ханифа Курейши. Номер каталога: Arista/BMG 4321178222.
В переиздании 2007 года композицию «The Mysteries» ошибочно переименовали в «Mysterie».

## Список композиций
Все песни написаны Дэвидом Боуи.
1. «Buddha of Suburbia» — 4:28
2. «Sex and the Church» — 6:25
3. «South Horizon» — 5:26
4. «The Mysteries» — 7:12
5. «Bleed Like a Craze, Dad» — 5:22
6. «Strangers When We Meet» — 4:58
7. «Dead Against It» — 5:48
8. «Untitled No. 1» — 5:01
9. «Ian Fish, U.K. Heir» — 6:27
10. «Buddha of Suburbia» — 4:19

## Участники записи

### Музыканты
- Дэвид Боуи: вокал, клавишные, синтезатор, гитара, альт-саксофон, баритон-саксофон, клавишные, перкуссия
- Эрдал Кизилкей: клавишные, труба, бас, гитара, ударные, перкуссия
- 3D Echo: ударные, бас, гитара на «Bleed Like a Craze, Dad»
- Майк Гарсон: фортепиано на «Bleed Like a Craze, Dad» и «South Horizon»
- Ленни Кравиц: гитара на «Buddha of Suburbia» (10й трек)